# Ober Gabelhorn
Ober Gabelhorn ou Obergabelhorn que culmina a 4063 m de altitude, é uma montanha dos Alpes valaisanos, que faz parte dos cinco cumes que formam o conjunto chamado de "Coroa Imperial": o Weisshorn (4505 m), o Zinalrothorn (4 221 m), o Ober Gabelhorn (4063 m), o Cervino ou Matterhorn (4478 m) e o Dent Blanche (4356 m).
Com os seus 4063 m de altitude no topo, o Ober Gabelhorn faz parte dos cumes dos Alpes com mais de 4000 m.

## História
A Primeira ascensão foi feita  por A. W. Moore e Horace Walker e o guia Jakob Anderegg a 6 de Julho de 1865 e no dia seguinte  o Lorde Douglas, Peter Taugwalder e Joseph Vianin atingem o cume pela aresta NNO, sem saberem que a conquista da montanha tinha sido feita na véspera.

## Características
De forma piramidal, o Obergabelhorn está situado no fim do Vale de Anniviers encontra-se entre o Dent Blanche a oeste e o Zinalrothorn a norte, e acima do glaciar de Zinal.
A sua face norte completamente lisa, gelada, com 400 m, tem um declive médio de 55º e constitui um desafio para qualquer alpinista. A sua vertente SE é conhecida por Arbengrat enquanto a NNO é chamada de "arête du Cœur".

## Acesso
A via normal -  cotação (AD-) - é feita pela aresta NE a partir do refúgio do Rothorn.